# 辻聡彦
辻 聡彦（つじ としひこ、1965年10月21日 - ）は日本の陶芸家で、日本磁器発祥の地である佐賀県有田町の親子四代（歴代）で受け継がれている窯元・聡窯（そうよう）の三代目窯主。有田焼の聡窯代表。
ほか所属は日展（理事長：宮田亮平）、佐賀県・有田陶芸協会（会長：十四代今泉今右衛門）など。現在は福岡三越、横浜髙島屋、大阪髙島屋など全国の百貨店美術画廊にて個展を開催。
有田焼では異色の線刻技法を用い、心象風景をモチーフに作陶する陶芸家である。

## 経歴
辻毅彦（陶芸家）の長男として佐賀県有田町に生まれる。
有田町立有田中学校卒業後、佐賀県立武雄高等学校普通科へ進学。祖父の辻一堂（陶芸家）の死去などをきっかけに家業である陶芸家を志す。中学、高校時代の美術教諭、広島巌（洋画家）、下平武敏（洋画家）の薦めもあって、高校在学中から杉本好守（洋画家）、杉本弘子（洋画家）夫妻のもと油絵を学ぶ。
高校卒業後、九州造形短期大学（現・九州産業大学造形短期大学部）インテリアデザイン科を卒業ののち渡米。チャップマン大学（Chapman College・現Chapman University）（Orange-city, State of California USA）語学コースで修学した後、ニュージャージー州立フェアリーディキンソン大学（Fairleigh Dickinson University）（Teaneck-city, State of New Jersey USA）工業デザイン科へ編入留学。元号が平成になったのを機に1989年に帰郷。２年間は佐賀県立有田窯業大学校（1985-2020閉校）（現・佐賀大学芸術デザイン学部、佐賀県窯業技術センター人材育成事業）ろくろ研修科にて井上萬二（陶芸家）に師事。1991年に父の辻毅彦のもと、聡窯にて作陶に入る。
1995年に、辻毅彦・青木龍山・青木清高らの薦めで日展に初出品し初入選。その他、地方展を含む公募展で入選入賞を果たす。公募展処女作では、雨の日にガラス窓に映る光と雨粒からヒントを得た抽象的デザインを施した雨のリズム、雨の詩などの雨シリーズは花器や小物などにも反映させたヒット作になる。公募展出品に併せ手掛けている初期の陶板作品は、アメリカのナイアガラの滝やグランド・キャニオンのような壮大な大自然や、日本の棚田や夕映えをモチーフにする。現在は、有田焼の呉須（染付）を主とした絵付けでグラデーションを用いながら、絵画的な心象風景を描く陶板や陶壁作品を制作し発表している。
2005年には佐賀県立有田窯業大学校４年制過程（ろくろ成形）非常勤講師に就任。2020年閉校までの16年間、有田磁器の後進の人材育成にも尽力した。
祖父は辻一堂（陶芸家）、父は辻毅彦（陶芸家）、長男は辻拓眞（陶芸家）。従弟には青木慶則（ミュージシャン）がいる。

## 受賞歴・出品歴
- 1995年　日展初入選（「雨の詩」）（以降27回入選・2023年現在）
- 1995年　九州山口陶磁展（現・有田国際陶磁展）美術部門　佐賀新聞社賞（「雨のリズム」）
- 1995年　九州山口陶磁展（現・有田国際陶磁展）産業部門　朝日新聞社賞（中鉢「あさがお」）
- 1996年　九州山口陶磁展（現・有田国際陶磁展）美術部門　西日本新聞社賞
- 1996年　佐賀県展　読売新聞社賞
- 1996年　佐賀美術協会展　佐賀県知事賞
- 1997年　現代工芸美術九州会展　佐賀県知事賞
- 1998年　佐賀県展　佐賀県陶芸協会賞
- 2000年　九州山口陶磁展（現・有田国際陶磁展）美術部門　第三位
- 2000年　佐賀美術協会展　会友優秀賞
- 2001年　現代工芸美術九州会展　九州陶磁文化館長賞
- 2002年　九州山口陶磁展（現・有田国際陶磁展）美術部門　文部科学大臣奨励賞（最高賞）（「波立つ」）
- 2003年　佐賀銀行文化財団新人賞
- 2004年　ドイツ（マイセン・ベルリン）有田陶芸協会展出品
- 2007年　九州山口陶磁展（現・有田国際陶磁展）産業部門　読売新聞社賞（銘々皿「風遊ぶ」）
- 2010年　現代工芸美術九州会展　青木龍山賞（最高賞）
- 2013年　日本現代工芸美術展　現代工芸本会員賞（「暮色」）
- 2016年　日本現代工芸美術展佐賀有田巡回展　佐賀県知事賞
- 2017年　日本現代工芸美術展　審査員（「躍動」）
- 2021年　有田国際陶磁展美術部門　陶業時報社賞（「遥か」）
- 2021年　佐賀銀行文化財団設立30周年記念　新人賞受賞者作品展招待出品

## 役職
- 日展会友
- 現代工芸美術家協会 本会員
- 現代工芸美術家協会九州会 常任委員
- 佐賀県陶芸協会 理事
- 有田陶芸協会 事務局長

## 歴代窯主
辻一堂 （陶芸家・1911-1983）聡窯初代窯主／佐賀県太良町出身
絵の才能を買われ香蘭社図案部に入社。1954年に聡窯（関連項目）を創業以来、主に上絵付けの額皿、花器などを制作。代表作に更紗紋、蕨の他、歌川広重の浮世絵東海道五十三次を描いた額皿（志田陶磁器株式会社収蔵）などがある。日展15回入選。
辻毅彦 （陶芸家・1936-2004）聡窯二代目窯主／佐賀県有田町出身／日展会員
南フランスの田園風景、エーゲの青い海、ドイツの古城や教会などヨーロッパを中心とした各国をテーマに作陶。白磁をキャンパスに線刻という独自の手法を用いる。代表作に聖、鉄仙、鷺シリーズなどがある。
辻拓眞（陶芸家・1992－）聡窯四代目／佐賀県有田町出身
線刻技法を受け継ぎながら、ロクロ、板づくり、鋳込み技法など、様々な技法を用いて新しい磁器の表現を追求した作品が特徴。

## 関連人物
- 広島巌（洋画家）- 佐賀県武雄市。佐賀美術協会会員。行動美術協会会員。
- 下平武敏（洋画家）- 佐賀県武雄市。佐賀美術協会会員。行動美術協会会員。2023年に佐賀県政功労者知事表彰を受賞。
- 杉本好守（洋画家・1933－1999）- 佐賀県鳥栖市生まれ。佐賀大学卒業後、石本英雄（洋画家）に師事。昭和29年東光展、32年日展に初入選。以後両展に出品を続け36年東光展会員となる。抽象表現の時期を経て、人物や梟、鳩、孔雀を写実的に描く画風が特徴。佐賀美術協会理事、緑光会（東光会佐賀支部）代表を務め、佐賀の美術の発展と後進の育成にも尽力した。
- 杉本弘子（洋画家・1938－2019）- 佐賀県鳥栖市生まれ。多摩美術大学卒業。1956年の県展入選を皮切りに、東光展や日展、安井賞展などで入選、入賞を重ねた。